# Космічний ураган

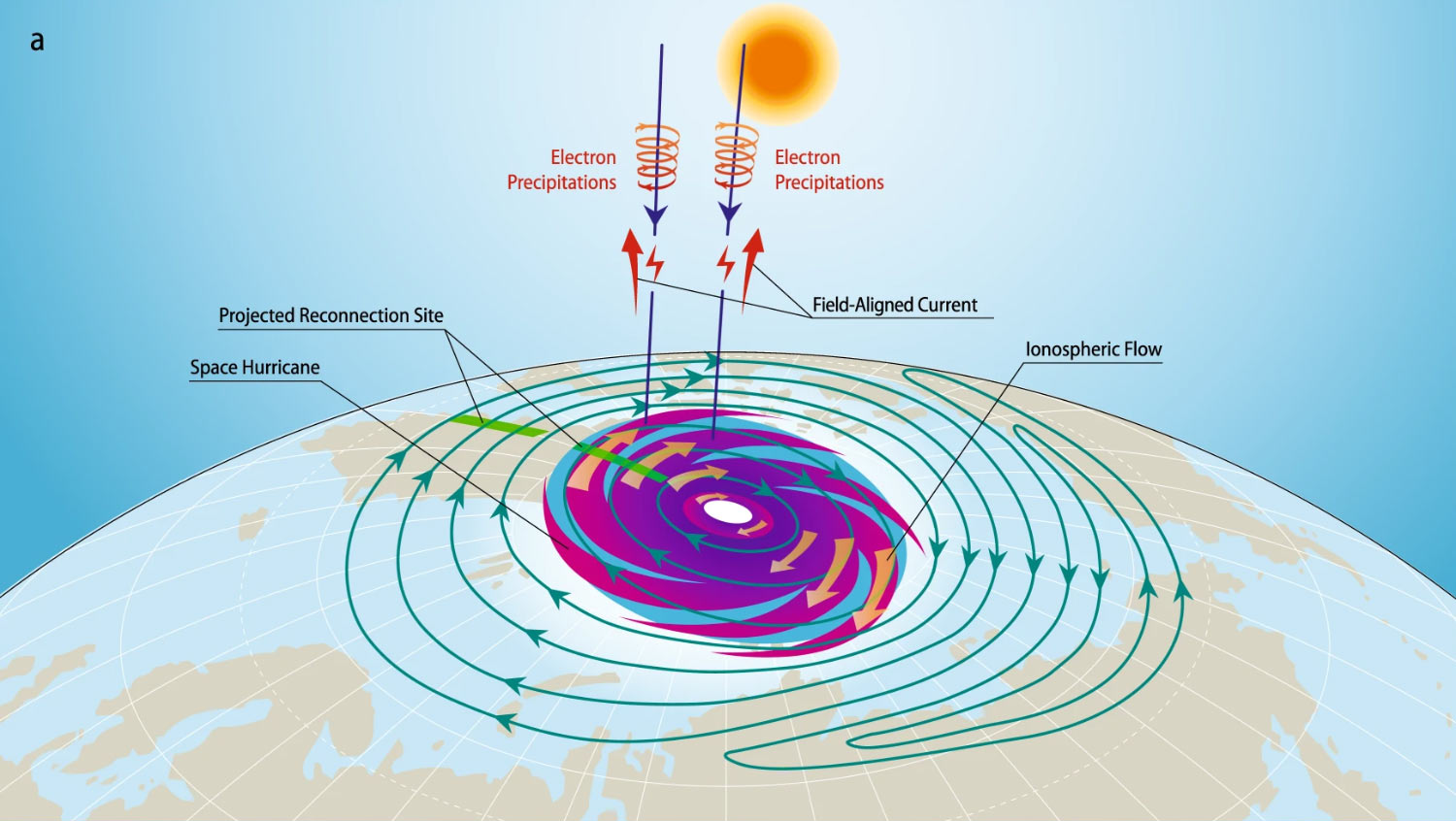
Схема космічного урагану над арктичним регіоном Землі

Космічний ураган — це величезна спіральна геомагнітна буря, яка виникає над полярною іоносферою Землі в надзвичайно тихих умовах. Космічні урагани пов'язані з явищем полярного сяйва, оскільки електрони з воронки урагану створюють гігантські полярні сяйва, схожі на циклони. Вчені вважають, що космічні урагани виникають у полярних регіонах планет з магнітними полями.
Земні урагани (тропічні циклони) утворюються в атмосфері внаслідок гроз та моменту імпульсу від обертання Землі й отримують енергію з поверхні океану, тоді як космічні урагани утворюються внаслідок взаємодії плазми з магнітними полями й отримують енергію від потоку сонячного вітру.

## Характеристики
Космічні урагани складаються з плазми, складеної з надзвичайно гарячих іонізованих газів, що обертаються з надзвичайно високою швидкістю, що сягає 7500 км/год. У 2020 році, використовуючи спостереження, зроблені 20 серпня 2014 року, дослідники виявили великий космічний ураган, який стався над Арктикою, приблизно по центру над Північним магнітним полюсом, що охоплював ділянку діаметром 1000 км біля своєї основи в іоносфері, — іонізованому верхньому шарі атмосфери на висоті 110—860 км.
Космічний ураган характеризувався циклоноподібною авроральною плямою з кількома спіральними рукавами, сильною круговою плазмовою завихреністю з нульовим горизонтальним потоком у центрі (еквівалент ока атмосферного урагану), біполярною магнітною структурою (що демонструє кругове збурення магнітного поля), а також великим і швидким випадінням енергії та потоку в полярній іоносфері (порівнянним з тим, що відбувається у космічній погоді під час супербур). Буря поширювалася від іоносфери вгору вздовж ліній геомагнітного поля, охоплюючи значну частину денної полярної магнітосфери в Північній півкулі.
Космічний ураган мав кілька спіральних рукавів, подібно до звичайних ураганів, й обертався проти годинникової стрілки. З нього на землю випадали електрони, віддалено нагадуючи випадіння дощу зі звичайних атмосферних ураганів. У спокійній центральній області, оточеній обертовою плазмою, спостерігалася стійка авроральна пляма, пов'язана з сильним висхідним струмом, що відповідав полю, спричиненим випаданням електронів. Дощ електронів створив гігантське циклоноподібне полярне сяйво під ураганом.
На відміну від звичайних збурень космічної погоди, космічний ураган спостерігався під час дуже спокійних геомагнітних умов, коли потік сонячного вітру був повільним, а міжпланетне магнітне поле було спрямоване на північ, тоді як для виникнення звичайних геомагнітних бур потрібна сильна південна орієнтація. Це дає додаткову аналогію з ураганами в нижніх шарах атмосфери: метеоролог з AccuWeather зазначає, що урагани утворюються під час дуже легких вітрів вгорі.

## Ефекти
Дослідники вказали, що випадіння електронів, пов'язане з космічним ураганом, може порушити роботу супутників GPS, радіосистем та радарів, а також збільшити силу спротиву повітря, що діє на супутники і змінити орбіти космічного сміття усіх розмірів на низьких висотах, створюючи небезпеку для космічних апаратів на низьких навколоземних орбітах. Однак, окрім цих потенційних наслідків космічної погоди, очікується, що шторм матиме незначний вплив на планету.

## Відкриття
Це явище було виявлено командою дослідників з Шаньдунського університету в Китаї, які спостерігали бурю над Арктичним регіоном 20 серпня 2014 року, перш ніж визначити її природу у 2021 році. Дослідницька група також складалася з науковців з США, Великої Британії та Норвегії. Команда спостерігала за космічним ураганом протягом 8 годин, перш ніж він поступово вщух. Ураган спостерігався в період низької сонячної та геомагнітної активності. Це був перший випадок, коли ураган спостерігали у верхніх шарах атмосфери, і раніше було невідомо, чи такі урагани можуть існувати. Дослідники вважають, що такі космічні бурі можуть бути відносно поширеними в Сонячній системі та за її межами, на планетах з магнітними полями.